# Lamprogaster vella
Lamprogaster vella är en tvåvingeart som beskrevs av Walker 1849. Lamprogaster vella ingår i släktet Lamprogaster och familjen bredmunsflugor. Inga underarter finns listade i Catalogue of Life.